# Tetrastes sewerzowi
Il tetraone di Severtzov,  francolino di monte della Cina o francolino di monte pettonero  (Tetrastes sewerzowi Przewalski, 1876) è una della due specie di Tetrastes esistente in natura.
Il suo nome è un omaggio allo zoologo Nikolai Alekseevich Severtzov (1827-1885).

## Descrizione
Questa specie è molto simile al francolino di monte a parte per la mancanza di una striscia bianca sulla testa e sul collo.

## Distribuzione e habitat
Il biotipo di questa specie di tetraone sono le foreste di conifere delle montagne del sud-ovest della Cina e dell'ovest del Tibet. Il francolino di monte della Cina predilige, infatti, le foreste rade e le praterie ricche di arbusti e bambù, che vanno dai 1000 a 4200 metri d'altitudine. Questa specie sembra resistere bene alla riduzione del suo habitat.

## Biologia

### Alimentazione
Il Tetraone di Severtzov si nutre principalmente di germogli di salice e foglie ma non disdegna piccoli molluschi, bacche  e sementi che trovano sul terreno.

### Riproduzione
Il nido è solitamente posto ai piedi di un albero o raramente in un tronco marcescente e le uova vengono deposte da metà a fine maggio. Normalmente concepiscono non più di sei uova che vengono covate per un periodo che varia tra i 25 e 29 giorni. Le uova si schiudono nella prima metà di luglio, periodo che coincide con la piovosa stagione monsonica.